# シュグ
『シュグ』(Suge)(「Suge (Yea Yea)」としても知られる)は、2019年4月23日にデビューアルバム「Baby on Baby」からリードシングルとしてリリースされた、アメリカのラッパー、ダベイビーの曲。曲のタイトルは元音楽界の重鎮、シュグ・ナイトにちなんだもの。
後に第62回グラミー賞のベストラップパフォーマンス賞とベストラップソング賞にノミネートされた。

## 批評
billboardはこの曲を「ビートはカチカチするドラムとしゃがれたシンセベースに過ぎない」としていて、コーラスは『Yea Yea』という感動詞が入り、それがこの曲のサブタイトルになっている。この曲はポケットの片方に3万2000ドル（もう片方にはグロック）を入れていることをラップしており、このことにcomplex誌は「リリックは『図々しくも自信満々』」と評しており、「力強いボーカル、巧みなバー、特大の個性」と組み合わされている。
ワシントン・ポストは「この曲は『上品』な響きで、その後『スイッチ』を入れることができる「ダベイビーの多才性を示している」としている。
ノイジーは、この曲を「最高のシングルの一つ」と評し、「ヤング・サグのように仲間たちを自由にする」とした。

## チャート
2019年4月13日の週にビルボードHot 100で87位にランクインし、ダベイビーにとって初のランクインとなった。  そしてその後数週間にわたってHot 100の順位を上げ続け、それ以来チャートでは7位、Hot R&B/ヒップホップ・ソング・チャートでは3位に達した。 2019年6月23日、米国で100万枚以上のデジタルでの売上を記録し、アメリカレコード協会によってプラチナ認定された。 